# All for Love (canción)
«All for Love» es una canción escrita por Bryan Adams, "Mutt" Lange y Michael Kamen e interpretada por el propio Adams, Rod Stewart y Sting para la banda sonora de la película Los tres mosqueteros. Fue lanzado como Sencillo en CD en los Estados Unidos el 16 de noviembre de 1993 por A&M Records y Hollywood Records. Fue un éxito mundial, alcanzando el número uno en Europa, Australia y América del Norte.
El título se inspiró en el lema de Los tres mosqueteros: "Todos para uno y uno para todos".

## Recepción crítica
Alan Jones de Music Week escribió: "Con el mínimo de formalidades, Bryan, Rod y Sting se lanzan a su interpretación a tres bandas de esta poderosa balada de la película Los tres mosqueteros. Sus voces combinan bien, y aunque la canción en sí es un poco predecible, su base de fanáticos combinada debería ser lo suficientemente fuerte como para enviarla al Top Five en muy poco tiempo".

## Posicionamiento en listas
En Estados Unidos, el sencillo alcanzó el número uno en el Billboard Hot 100 el 22 de enero de 1994. En Canadá, la canción alcanzó el número uno en la lista RPM Top Singles el 17 de enero de 1994. En el Reino Unido, alcanzó el número dos en la UK Singles Chart.
| Lista (1993-1994)                      | Máxima posición |
| -------------------------------------- | --------------- |
| Alemania (Offizielle Deutsche Charts)  | 1               |
| Australia (ARIA)                       | 1               |
| Austria (Ö3 Austria Top 40)            | 1               |
| Bélgica (Flandes) (Ultratop 50)        | 2               |
| Canadá (RPM Top Singles)               | 1               |
| Canadá (RPM Adult Contemporary)        | 1               |
| Dinamarca (IFPI)                       | 1               |
| Estados Unidos (Billboard Hot 100)     | 1               |
| Estados Unidos (Adult Contemporary)    | 4               |
| Europa (Eurochart Hot 100)             | 1               |
| Escocia (Scottish Singles Sales Chart) | 12              |
| España (AFYVE)                         | 17              |
| Finlandia (Suomen virallinen lista)    | 1               |
| Francia (SNEP)                         | 7               |
| Islandia                               | 5               |
| Irlanda (IRMA)                         | 1               |
| Italia (Musica e dischi)               | 1               |
| Nueva Zelanda (Recorded Music NZ)      | 5               |
| Noruega (VG-lista)                     | 1               |
| Países Bajos (Dutch Top 40)            | 3               |
| Reino Unido (UK Singles Chart)         | 2               |
| Suecia (Sverigetopplistan)             | 1               |
| Suiza (Schweizer Hitparade)            | 1               |

## Personal
- Bryan Adams - voz principal
- Rod Stewart - voz principal
- Sting - voz principal, bajo
- Dominic Miller - guitarra
- Keith Scott - guitarra solista
- Bill Payne - piano
- Ed Shearmur - teclados
- Mickey Curry - batería